# 瓦伊卢
瓦伊卢（法語：Houaïlou，發音：[wajlu] ⓘ）是法国海外特殊集体新喀里多尼亞北部省的市镇，面积940.6平方千米，2019年1月1日人口为3,955人。

## 地理
瓦伊卢（21°17'0"S, 165°37'0"E）面积940.6平方千米，位于法国海外特殊集体新喀里多尼亞。
与瓦伊卢接壤的市镇（或旧市镇、城区）包括：布拉伊、波内里旺、波亚、夸瓦。
瓦伊卢的时区为UTC+11:00。

## 行政
瓦伊卢的邮政编码为98816、98838，INSEE市镇编码为98808。

## 政治
瓦伊卢的现任市长为帕斯卡尔·萨瓦（Pascal Sawa）先生，任期为2020-2026年。

## 人口
瓦伊卢于2019年1月1日时的人口数量为3955人。